# فار كراي نيو داون
فار كراي نيو داون (بالإنجليزية: Far Cry New Dawn)‏، هي لعبة فيديو من نوع تصويب منظور الشخص الأول، صدرت اللعبة بتاريخ 15 فبراير 2019، و تعمل على منصات بلاي ستيشن 4، مايكروسوفت ويندوز وإكس بوكس ون، ومن تطوير ستوديو يوبي سوفت مونتريال ومن نشر يوبي سوفت، وهذه اللعبة تدعم اللغة العربية.